# かぐらスキー場
かぐらスキー場は、新潟県南魚沼郡湯沢町にあるスキー場。日本屈指の広さを誇り、西武・プリンスホテルズワールドワイドが運営している。

## 概要
苗場山の北東、神楽ヶ峰（かぐらみね）（標高2,029.6メートル）の北東から東にかけての斜面に広がる。
- もともとみつまたスキー場、かぐらスキー場、田代スキー場という3つのスキー場だったが、2006年度シーズンにかぐらスキー場として合併、再発足した。また、これらの名称は、各エリアの名称として現在も使われている。
- 田代エリアから苗場・田代ゴンドラ（ドラゴンドラ）で苗場スキー場と結ばれている。
- かぐらエリアを中心に５月最終週まで営業される年が多く、志賀高原上部と並び関東近県で一番遅くまでリフトを営業しているスキー場として名高い。
- 2015 年-2016 年シーズンより、オールシーズンリゾートとして営業を開始[1][2]。
  - スノーマットの設置 
    - みつまたロープウェー山頂駅からかぐらゴンドラ山麓駅までの「ファミリーコース」（長さ約 1,100m）と「ゴンドラライン」（長さ約 650m）の区間にスノーマットを設置。

  - レストラン新設（みつまたロープウェー山頂駅隣）
  - スクール受付棟改築
  - ゲレンデ前広場の整備（みつまたロープウェー山頂駅周辺）
  - 和田小屋改修（2013年12月）
  - 田代～かぐらエリア間 連絡コース新設（2019年シーズンより）

## ゲレンデ
- かぐらエリア
  - かぐらスキー場のメインゲレンデで、中・上級者向けのコースが多い。3つのエリアの中で最も標高が高く、雪質も良いとされている。
  - 毎年1月1日になるとかぐら第5ロマンスリフトが運転され、林間エキスパートコースが滑走可能となる。
- 田代エリア
  - 苗場スキー場からの玄関口。初級者向けコースが多く、ちびっこゲレンデや1.5kmの歩くスキーコースもある。
- みつまたエリア
  - 山麓の駐車場からロープウェイでつながっている、かぐらスキー場の正真正銘の玄関口。初・中級コースが多い、いわば「ファミリー向け」ゲレンデ。また、パークはこのエリアにある。

## 索道

### 営業中
- みつまたロープウェー（121人乗り）
  - 延長823 m。1992年（平成4年）11月28日に運輸開始[3]。
- みつまた高原第1高速リフト（みつまた第1高速リフト・初級・4人乗り）
  - 延長1,059 m。1987年（昭和62年）12月5日に運輸開始[4]。
- みつまた高原第2高速リフト（みつまた第2高速リフト・中級・4人乗り）
  - 延長794 m。1992年（平成4年）12月19日に運輸開始[4]。
- みつまた第2ロマンスリフト（初級・2人乗り）
  - 延長433 m。2010年（平成22年）12月18日に運輸開始[4]。
- みつまた第3ロマンスリフト（初級・2人乗り）
  - 延長339 m。1988年（昭和63年）12月24日に運輸開始[4]。
- かぐらゴンドラ（初級・6人乗り）
  - 延長3,131 m。1988年（昭和63年）12月24日に運輸開始[3]。
- かぐら第1高速リフト（中級・4人乗り）
  - 延長1,200 m。1992年（平成4年）11月28日に運輸開始[4]。
- かぐら第1ロマンスリフト（中級・2人乗り）
  - 延長517 m。2007年（平成19年）11月23日に運輸開始[4]。
- かぐら第3ロマンスリフト（中級・2人乗り）
  - 延長1,147 m。1984年（昭和59年）12月28日に運輸開始[4]。
- かぐら第4ロマンスリフト（中級・2人乗り）
  - 延長687 m。1985年（昭和60年）1月3日に運輸開始[4]。
- かぐら第5ロマンスリフト（上級・2人乗り）
  - 延長669 m。1985年（昭和60年）12月28日に運輸開始[4]。
- 田代ロープウェー （101人乗り）
  - 延長2,174 m。1983年（昭和58年）12月10日に運輸開始[3]。
- 田代第1高速リフト（初級・4人乗り）
  - 延長1,427 m。2000年（平成12年）12月16日に運輸開始[3]。
- 田代第2高速リフト（初級 m・4人乗り）
  - 延長905 m。2001年（平成13年）12月17日に運輸開始[4]。
- 田代第1ロマンスリフト（初級・2人乗り）
  - 延長355 m。1983年（昭和58年）12月18日に運輸開始[4]。
- 田代第2ロマンスリフト（初級・2人乗り）
  - 延長1,059 m。1983年（昭和58年）12月18日に運輸開始[4]。
- 田代第4ロマンスリフト（初級・2人乗り）
  - 延長901 m。1983年（昭和58年）12月18日に運輸開始[4]。
- 田代第6ロマンスリフト（初級・2人乗り）
  - 延長648 m。1984年（昭和59年）12月31日に運輸開始[4]。
- 田代第8ロマンスリフト（初級・2人乗り）
  - 延長318 m。1987年（昭和62年）12月19日に運輸開始[4]。
- 苗場・田代ゴンドラ（ドラゴンドラ・8人乗り）
  - 延長5,481 m。2001年（平成13年）12月31日に運輸開始。運輸上は苗場スキー場の索道[3]。

### 休止中・撤去済
- みつまた第1ロマンスリフト（中級・855m・2人乗り・撤去済）
- かぐら第2リフト（初級・1109m・1人乗り・撤去済）
- 田代第3ロマンスリフト（初級・585m・2人乗り・撤去済）
- 田代第5ロマンスリフト（初級・1018m・2人乗り・撤去済）
- 田代第7ロマンスリフト（初級・946m・2人乗り・休止中）
  - 延長946 m。1985年（昭和60年）1月1日に運輸開始[4]。

## アクセス
- 関越自動車道湯沢ICから国道17号で8 km
- 上越新幹線越後湯沢駅から10 km